# France Inter
France Inter è una delle maggiori radio pubbliche francesi ed è parte di Radio France.
È stata fondata il 16 febbraio 1947 con la riorganizzazione delle radio pubbliche francesi avvenuta dopo la Seconda guerra mondiale con il nome di Paris Inter; è stata rinominata France I nel 1958. Nel 1963, France I e France II sono state riunite per formare la stazione RTF Inter, rinominata France Inter un mese dopo.
France Inter trasmette in modulazione d'ampiezza sulle onde lunghe sulla frequenza di 162 kHz e in FM. 
Il segnale a 162 kHz trasmette anche il segnale orario (time code).
Le sue trasmissioni sono disponibili anche in streaming su internet.
Il direttore dell'emittente è, dal 2014, Laurence Bloch.

## Storia
France Inter discende dall'emittente Paris Inter. Nata pochi anni dopo la Seconda guerra Mondiale utilizzando un trasmettitore abbandonato dall'esercito statunitense, inizia le sue trasmissioni il 16 febbraio 1947 sull'area di Parigi. Il 29 dicembre 1957, Paris Inter diventa France I, che a sua volte si trasforma in RTF Inter tra l'ottobre e il novembre 1963. Dall'8 dicembre 1963 France Inter assume la denominazione attuale, in seguito ad un concorso indetto tra i propri ascoltatori.

## Programmi
France Inter irradia numerosi programmi incentrati sui temi più disparati, ma dalla struttura piuttosto simile. A partire dal 2006 la programmazione è stata improntata all'interattività tra gli ascoltatori e la loro radio. Tra gli altri, il pubblico è invitato ad intervenire in diretta nel corso di Service Public, in onda ogni mattina alle 10; Allô la planète chiede al pubblico di telefonare per discutere dei propri viaggi, far conoscere la propria associazione, chiedere dei consigli; J'ai mes sources, rubrica relativa al mondo dei media dalla durata di mezz'ora, dove largo spazio è concesso alle e-mail dei radioascoltatori sul tema del giorno.

## Notiziari
- Edizioni integrali alle ore 6:00, 6:30, 7:00, 7:30, 8:00, 9:00, 10:00, 13:00, 18:00, 19:00, 22:00.
- Edizioni flash alle 0:00, 1:00, 2:00, 3:00, 4:00, 5:00, 11:00, 12:00, 14:00, 15:00, 16:00, 17:00, 20:00, 21:00, 23:00.

## Corrispondenza
France Inter beneficia di uffici di numerosi corrispondenti in tutto il mondo: Berlino, Bruxelles, Madrid, Washington, New York, Londra, Gerusalemme, Roma, Beirut, Mosca.
L'emittente dispone inoltre di tre uffici di corrispondenza interni a Lione, Marsiglia e Tolosa, nonché del prezioso apporto dei 41 giornalisti delle sedi locali della "sorella minore" France Bleu, altra emittente radiofonica pubblica dedicata alle autonomie locali.